# Twist (dans)
Twist er en dans i 4/4-dels takt, som blev populær omkring 1960, og dansedes til rock'n'roll rhythm and blues eller til speciel twist-musik. Den var en af de første pardanse, hvor partnerne ikke berørte hinanden.

## Oprindelse
Oprindelsen til Twist findes i den afroamerikanske kultur. Allerede i 1890 blev en lignende dans set på amerikanske plantager, der blev kendt som "wringin 'og twistin'". 
Nogle typiske bevægelser som bevægelser med bækkenet såvel som at dreje med spidsen af foden kunne også observeres i Vestafrika.
| Citat  | Twist er en dans, hvor du ikke rører din partner, og er derfor velegnet til singler | Citat |
| Anonym |                                                                                     |       |

## Dansen og musikken
Twist (engelsk for drejning, vridning) er beskrevet som at man "tørrer sig på ryggen med et håndklæde mens man fumler med en cigaret med foden". Den lanceredes af pladeselskaberne omkring 1960, og fik en enorm popularitet, som kun varede nogle få år. De mest kendte plader fra tiden var Chubby Checkers "The Twist" (1960) og "Let's Twist Again" (1961) samt Joey Dee & The Starliters "Peppermint Twist" (1961).
Modedansen twist gav pladebranchen og artisterne stor fremgang, hvorfor flere forsøgte at udvikle fænomenet, men forsøg med at introducere nye danse som "Mashed Potato", "The Fly" og "Watusi" mislykkedes. 
Blot nogle få af de mange twist-plader, som produceredes i begyndelsen af 1960'erne, spilles endnu, bl.a. The Isley Brothers' "Twist and Shout" (som bland andet også The Beatles indspillede) og Sam Cookes "Twistin' the Night Away".

## Weblinks
- Video eines Twist-Tanzes (YouTube)

| Dans | Spire Denne artikel om dans eller danseudtryk er en spire som bør udbygges. Du er velkommen til at hjælpe Wikipedia ved at udvide den. |